# Bílovecká přehrada
Bílovecká přehrada nazývaná také Bílovecký rybník či Vodní nádrž Bílovec se nachází na potoce Jamník v Bílovci v pohoří Vítkovská vrchovina v okrese Nový Jičín v Moravskoslezském kraji. Přehrada nabízí travnaté pláže, sportovní hřiště, sociální zařízení, možnost rybolovu a v sezóně také kiosek s občerstvením. Vstup do vody je pozvolný.

## Další informace
Bílovecká přehrada je průtočná retenční nádrž, která byla postavena v roce 1965. Nachází se na toku potoka Jamník na jeho 5,635 km toku. Hlavním účelem přehrady je ochrana před povodněmi. Druhotným využitím je rekreace, chov a lov ryb, akumulace vody pro případné odběry a vytváření vhodných ekologických podmínek flory a fauny v přilehlém okolí. Vodní plocha má rozlohu 3,76 ha při normálním stavu vody (tzv. zásobní prostor) a zadržuje tak vodu o objemu 59 803 m3 s dalším ochranným (retenčním) potenciálem až 29 943 m3. Dno a břehy přehrady jsou bez zpevnění. Množství přitékající vody je silně závislé na vodních srážkách. V konci vzdutí je vytvořena litorální zóna, která umožní dočištění vody z přítoku do nádrže a zároveň vytváří cenný přírodní biotop.

## Galerie

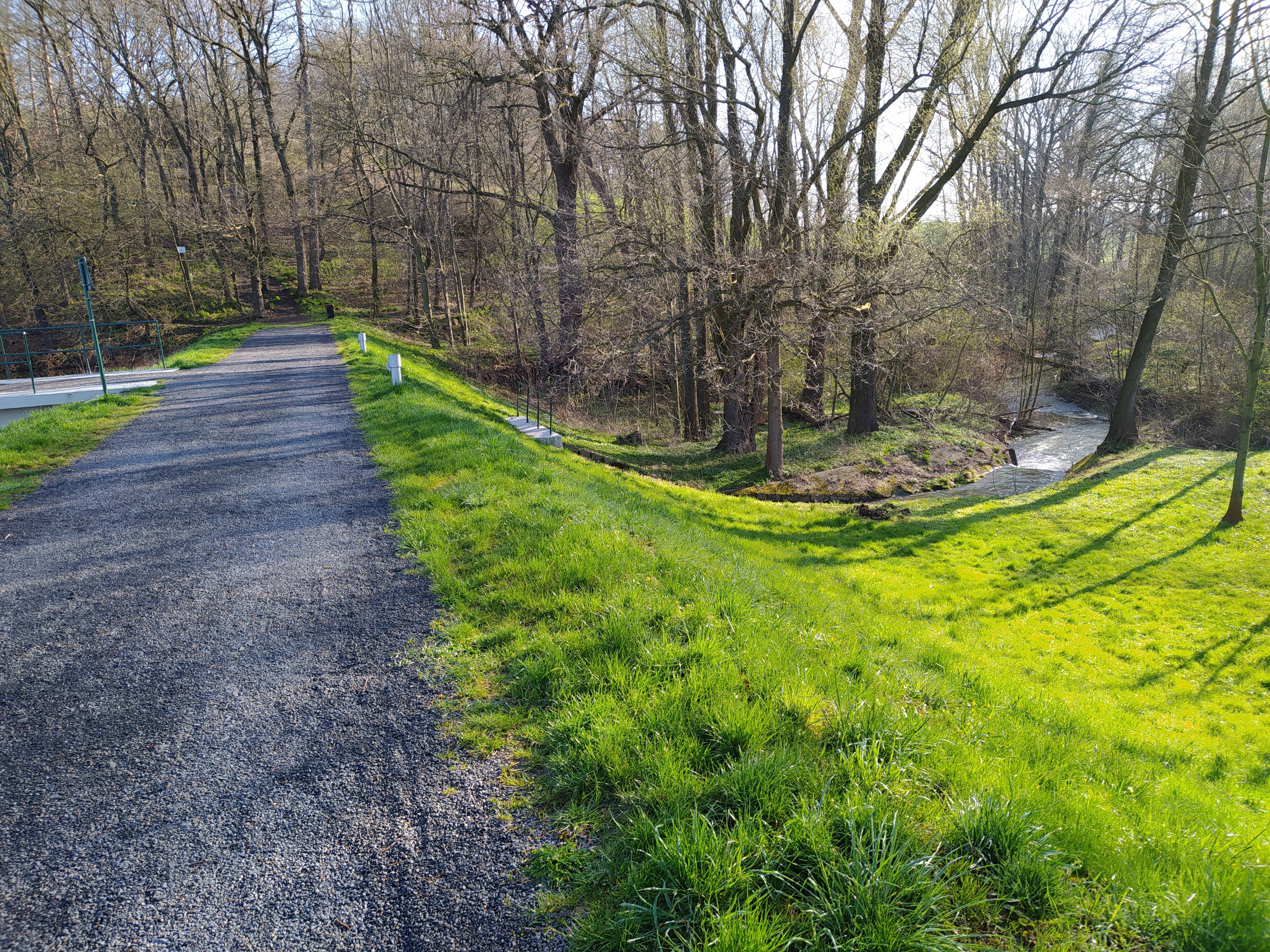
Hráz Bílovecké přehrady a odtékající potok Jamník
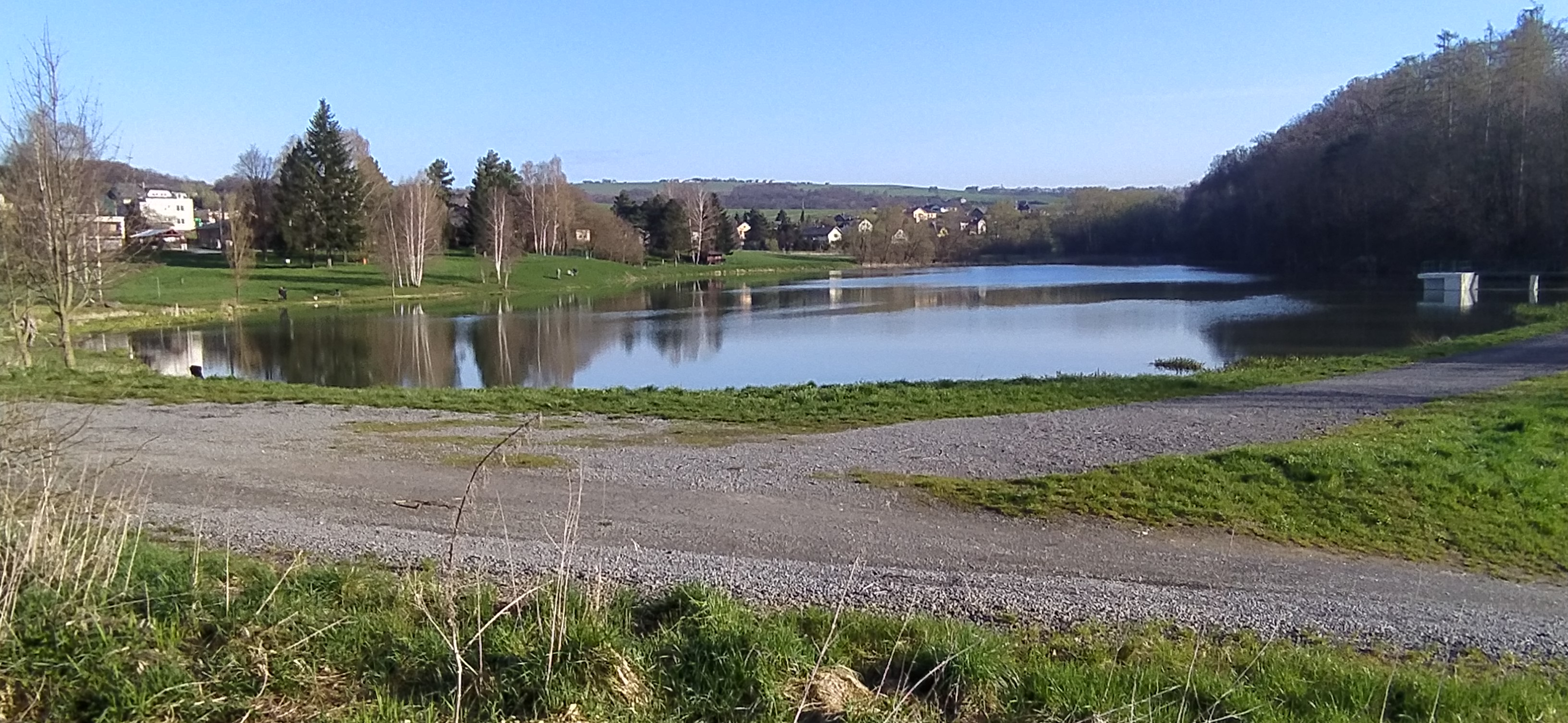
Bílovecká přehrada z jihu